# Suzuki Kisaburō

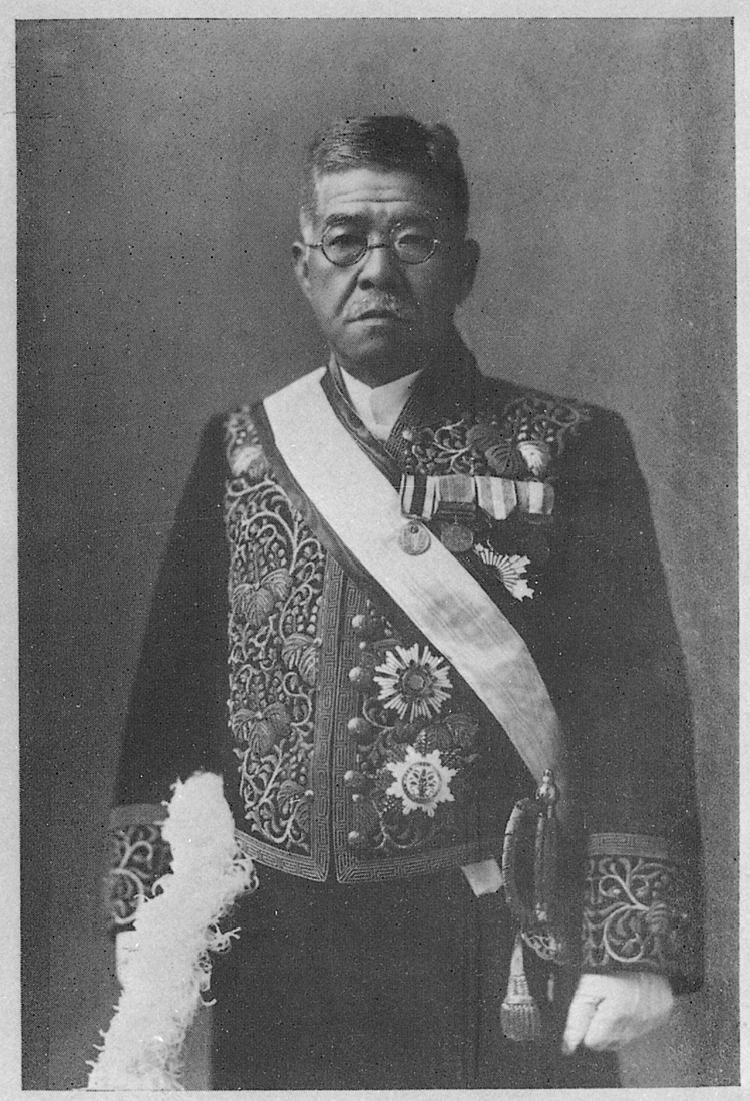
Suzuki Kisaburō

Suzuki Kisaburō (japanisch 鈴木 喜三郎; * 6. November 1867 im Kreis Tachibana, Provinz Musashi; † 24. Juni 1940 in Tokio) war ein konservativer japanischer Politiker während der Taishō- und frühen Shōwa-Zeit.

## Leben und Werk
Suzuki Kisaburō wurde von einem Oberpriester eines buddhistischen Tempels adoptiert. 1891 beendete er ein Studium der Rechtswissenschaften an der Juristischen Fakultät der Universität Tokyo und begann im Justizministerium zu arbeiten. Er wurde 1912 Staatsanwalt am Obergerichtshof für Cassation und dann 1921 Oberstaatsanwalt und schließlich 1924 im Kabinett Kiyoura Justizminister.
Suzuki bemühte sich, für ihn unorthodoxe soziale Bewegungen zu unterdrücken. So setzte er sich 1925 ein für die Verkündigung des   Gesetzes zur Aufrechterhaltung der öffentlichen Sicherheit. 1925 schloss er sich der Rikken Seiyūkai an und erhielt 1927 im Kabinett Tanaka Giichi das Innenministerium. Unter seiner Leitung kam es 1928 zu einer Massenverhaftung von Mitgliedern der Kommunistischen Partei Japans, die als „15. März-Zwischenfall“ in die Geschichte eingegangen ist. Sein Eingreifen in die Wahl von 1928, es war die erste nach der Verabschiedung des Gesetzes des Allgemeinen Wahlrechts, zwang ihn dann, im Mai zurückzutreten. Er war dann ab 1931 Justizminister im Kabinett Inukai und dann 1932 ganz kurz Innenminister im selben Kabinett.
Nach der Ermordung von Premierminister Inukai wurde Suzuki Präsident der Seiyūkai und damit ein Kandidat, dem verstorbenen Inukai als Premierminister zu folgen. Der einflussreiche Staatsmann und Genrō, Saionji Kimmochi, war jedoch gegen eine Kandidatur des antiliberalen Suzuki, so dass dieser nicht zum Zuge kam. 1937 trat Suzuki als Präsident der Seiyūkai ab und zog sich ins Privatleben zurück.